# Snooky Pryor
Snooky Pryor (nacido el 15 de septiembre de 1921 en Lambert, Misisipi y fallecido el 10 de octubre de 2006) fue un armonicista, compositor de blues, y cantante estadounidense, que clama haber sido el creador de la técnica de armónica amplificada ahuecando sus manos y usando un pequeño micrófono para que se escuchara su instrumento en la bulliciosa Maxwell Street Market de Chicago. Sin embargo, en sus grabaciones de finales los años 40 y principios de los 50, no utiliza este método.

## Discografía
- 1970: Snooky Pryor (Flyright Records)
- 1973: Homesick James & Snooky Pryor (Virgin Records)
- 1973: Do It If You Want To (ABC Records)
- 1989: Snooky (Blind Pig Records)
- 1991: Snooky Pryor (Paula Records)
- 1991: Johnny Shines and Snooky Pryor: Back To The Country (Blind Pig Records)
- 1992: Too Cool To Move (Antones)
- 1994: In This Mess Up to My Chest (Antones)
- 1996: Mind Your Own Business (Antones)
- 1999: Shake My Hand (Blind Pig Records)
- 2000: Double Shot! Snooky Pryor & Mel Brown (Electro-Fi)
- 2001: Super Harps II con Carey Bell, Lazy Lester y Raful Neal (Telarc)
- 2002: Snooky Pryor and his Mississippi Wrecking Crew (Electro-Fi)
- 2003: Mojo Ramble (Electro-Fi)